# Luchs (Schiff, 1900)
Die Luchs war ein Kanonenboot der Iltis-Klasse der Kaiserlichen Marine.
Die sechs Boote der Klasse – neben der Luchs noch Iltis, Jaguar, Tiger, Panther, und Eber – waren für den Dienst in den überseeischen Kolonien konzipiert und waren sehr seetüchtig und manövrierfähig. Zwei Verbunddampfmaschinen mit dreifacher Dampfdehnung und zusammen 1345 PS gaben ihnen eine maximale Geschwindigkeit von 13,9 Knoten. Der Aktionsradius unter Dampf betrug 3080 Seemeilen bei 9 Knoten Marschgeschwindigkeit. Um den Aktionsradius zu erhöhen, trugen die Boote Segeltakelage, so dass bei längeren Fahrten Brennstoff gespart werden konnte.

## Einsatz

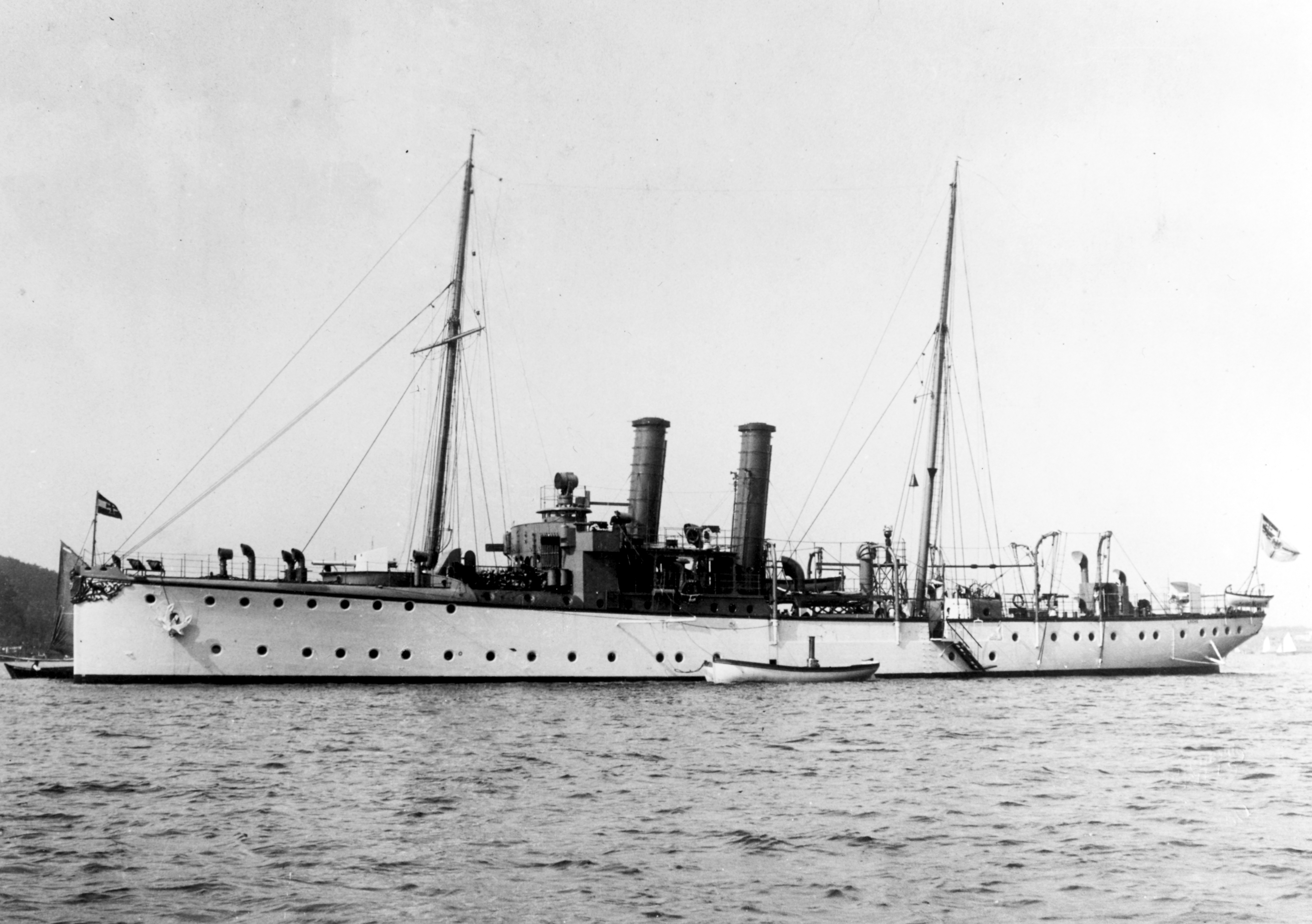
Die Luchs 1900

Das Schiff wurde 1898 bei der Kaiserlichen Werft in Danzig auf Kiel gelegt, lief am 18. Oktober 1899 vom Stapel und wurde am 15. Mai 1900 in Dienst gestellt. Bei 65,2 m Länge über Alles (63,9 m an der Wasserlinie), 9,1 m Breite und 3,5 m Tiefgang verdrängte es 977 Tonnen. Die Besatzung bestand aus etwa 120–130 Mann. Das Schiff war mit zwei 10,5-cm-Schnellladekanonen und sechs 3,7-cm-Revolverkanonen bewaffnet.
Die Luchs war eigentlich für die Ostamerika-Station vorgesehen. Während der Probefahrten wurde die Verlegung nach China wegen des Boxeraufstandes befohlen. Am 7. Juli 1900 verließ sie Kiel nach Ostasien und kehrte nie wieder nach Deutschland zurück.
Ab Port Said marschierte das Kanonenboot zusammen mit der nach China entsandten Linienschiffsdivision unter Führung des Konteradmirals Richard Geißler auf seinem Flaggschiff Kurfürst Friedrich Wilhelm. Wegen einer Maschinenhavarie musste die Luchs am 1. August Aden aufsuchen. Dort war sie zusammen mit dem Kleinen Kreuzer Bussard, der, eigentlich für Ostafrika vorgesehen, auch mit der Linienschiffsdivision nach China befohlen worden war und eine Maschinenhavarie hatte. Beide setzten erst gemeinsam die Reise fort. Das Kanonenboot war allerdings schneller und ließ den alten Kreuzer bald zurück. Die Luchs erreichte am 29. August Singapur und am 7. September 1900 Hongkong. Der Luchs wurde der Perlfluss als Einsatzgebiet zugewiesen, und sie betrieb eine Flussbarkasse als Schamien zur Kontrolle des Schiffsverkehrs. Bis zur Ablösung durch das Schwesterschiff Jaguar im Februar 1901 versah sie Stationsdienst im Raum Kanton. Sie unterstützte dann die Wiedereinschiffung des Ostasiatischen Expeditionskorps bei Tongku nahe Taku und wurde dann auch formell der Ostasiatischen Station zugewiesen. Im Herbst machte sie ihre erste Fahrt aufwärts auf dem Jangtsekiang bis Hankau, wo sie über den Winter bis zum April 1902 als Stationär verblieb.
Kurz darauf griff sie zusammen mit der Schwalbe und der Geier bei Unruhen in Ningpo ein.
Die folgenden Jahre sahen die Luchs in ruhigeren Stationsdiensten mit Fahrten im gesamten Bereich. 1902 besuchte sie erstmals japanische Häfen und im November 1905 Bangkok. Anfangs musste sie für Reparaturen Docks in Shanghai oder Hongkong aufsuchen. Die fällige Grundreparatur konnte von März bis Mai 1907 auf der neuen kaiserlichen Werft in Tsingtau, durchgeführt werden. Am 23. Mai 1907 bot sie dem im Tschu-san-Archipel gestrandeten französischen Panzerkreuzer Chanzy Hilfe an, die abgelehnt wurde. Der Panzerkreuzer sank dann am 30. Mai.
Den Jahreswechsel 1910/11 verbrachte die Luchs mit der Scharnhorst und der Leipzig in Hongkong, um anschließend den Geschwaderchef (wie auch 1908) zu einem Besuch des Königs von Siam nach Bangkok zu bringen. Mit den beiden Kreuzern fand bis März dann eine Bereisung von Niederländisch-Indien und der Philippinen statt. Im April und Mai 1911 war die Luchs an internationalen Schutzmaßnahmen in der Provinz Hupeh beteiligt.
Beim Beginn der Chinesischen Revolution 1911 befand sich die Luchs vor Hankau und blieb bis Mitte 1912 meist auf dem Jangtse. Bei seinem Besuch im Herbst 1912 besichtigte Prinz Heinrich, der Bruder des Kaisers und Generalinspekteur der Marine, die Luchs in Tsingtau. 1912 und 1913 folgten weitere Stationierungen an den Brennpunkten der Revolution, und im August war die Luchs mit sechs Kanonenbooten anderer Mächte an einem Eingreifen bei Chingkiang am Jangtse beteiligt.

## Kriegsausbruch und Ende
Im Juli 1914 befand sich die Luchs im Dock in Shanghai. Die internationalen Spannungen veranlassten eine eilige Verlegung nach Tsingtau. Zusammen mit dem Schwesterschiff Jaguar und dem Torpedoboot S 90 versah die Luchs den Sicherungsdienst um das Schutzgebiet Kiautschou. Als Anfang August 1914 der Reichspostdampfer Prinz Eitel Friedrich des Norddeutschen Lloyd eintraf, wurde die Bewaffnung der Luchs auf die Prinz Eitel Friedrich geschafft und damit und mit dem Großteil der Besatzung der Luchs zum Hilfskreuzer ausgerüstet. Das Schwesterschiff Tiger gab in gleichem Umfang Waffen und Besatzung ab. Kommandant des Schiffes wurde der bisherige Kommandant der Luchs, Korvettenkapitän Thierichens.
Als die Eroberung der Kolonie durch japanische Truppen unvermeidbar geworden war, wurden die Luchs, ihre Schwesterschiffe Iltis und Tiger sowie das alte Kanonenboot Cormoran, die alle ihre Waffen abgegeben hatten, in der Nacht des 28./29. September 1914 im Hafen von der eigenen Restbesatzung auf Position 36° 3′ N, 120° 16′ O gesprengt und versenkt, um sie nicht in japanische Hände fallen zu lassen. Nur das Schwesterschiff Jaguar wurde aktiv gegen die Belagerer eingesetzt und erst am 7./8. November 1914 ebenso und fast an gleicher Stelle gesprengt und versenkt.

## Kommandanten
| Mai 1900 bis Oktober 1901       | Korvettenkapitän Harald Dähnhardt                                                 |
| Oktober bis November 1901       | Kapitänleutnant Ernst-Oldwig von Natzmer (1868–1942) in Vertretung                |
| November 1901 bis Januar 1903   | Korvettenkapitän Georg Wuthmann (1863–1940)                                       |
| Januar bis März 1903            | Kapitänleutnant Ernst Ewers in Vertretung                                         |
| März 1903 bis November 1904     | Korvettenkapitän Emil Kröncke (1866–1921)                                         |
| November 1904 bis November 1906 | Kapitänleutnant / Korvettenkapitän Johannes Hartog (1867–1947)                    |
| November 1906 bis November 1908 | Korvettenkapitän Siegfried Bölken (1871–1916) gefallen als Kommandant der Pommern |
| November 1908 bis November 1910 | Korvettenkapitän Karl von Hornhardt (1872–1958)                                   |
| November 1910 bis November 1912 | Kapitänleutnant / Korvettenkapitän Hermann Bendemann (1876–1938)                  |
| November 1912 bis August 1914   | Korvettenkapitän Max Thierichens (1874–1930)                                      |